# Премия Роберта Коха
Премия Роберта Коха (нем. Robert-Koch-Preis — одна из двух наград, ежегодно присуждаемых Фондом Роберта Коха под патронатом министра здравоохранения Германии за выдающиеся и международно признанные достижения в области биомедицинских наук. Денежная составляющая Премии — 120 тыс. евро (до 2017 года — сто тысяч).
24 марта 1882 года немецкий микробиолог Роберт Кох выделил бактерии Mycobacterium tuberculosis, способные вызвать туберкулёз у человека и некоторых животных. Его деятельность завоевала международную поддержку, в том числе 500 000 золотых марок от шотландско-американского благотворителя Эндрю Карнеги. Так было положено начало Фонду Роберта Коха, некоммерческой организации, содействующей прогрессу в медицине и борьбе с инфекционными заболеваниями, в частности, посредством финансового и общественного признания фундаментальных научных исследований, а также образцовых проектов направленных на решение медицинских и гигиенических проблем.

## История
С 1970 года Фонд Коха награждает премиями за крупные достижения в области биомедицинских наук, особенно в области микробиологии и иммунологии. Престиж этой награды вырос за последние десятилетия, так что она теперь считается ведущей международной научной премией в области микробиологии. Как сообщил член жюри, комитет часто спрашивает: «Что сегодня будет работать Роберт Кох?», чтобы принять решение о проведении исследований, которые должны быть признаны.
Премия Коха, наряду с другими наградами, такими как Премия Ласкера, считается одной из ступенек на пути к получению Нобелевской премии для учёных в области микробиологии и иммунологии, а ряд победителей премии Коха впоследствии стали Нобелевскими лауреатами, в частности, Сесар Мильштейн, Судзуми Тонегава и Харальд цур Хаузен. Среди других выдающихся лауреатов — Альберт Сейбин, Джонас Солк и Джон Эндерс за их новаторскую работу по разработке вакцин против полиомиелита. Из них троих только Эндерс был награждён Нобелевской премией вместе с Томасом Хаклом Уэллером и Фредериком Чапменом Роббинсом.

## Лауреаты
- 1960 — Хуго Браун[нем.] (Германия), Рене Дюбо (США), Тосиаки Эбина[нем.] (Япония), Людвиг Хайльмейер[нем.] (Германия), Франц Редекер[нем.] (Германия), Josef Tomczik (Швейцария)
- 1962 — Джон Эндерс (США), Альберт Сейбин (США), Джонас Солк (США)
- 1963 — Томидзо Ёсида[англ.] (Япония)
- 1964 — Гертруда Мейснер[нем.] (Германия)
- 1966 — Карл Бартман[нем.] (Германия)
- 1968 — Хайнц Штольп[нем.] (Германия), Артур Брокгауз[нем.] (Германия), Ханс-Вернер Шлипкётер[нем.] (Германия)
- 1970 — Уильям М. Хатчинсон (англ. William M. Hutchinson, Великобритания), Пирьё Мякеля[фин.] (Финляндия), Йорген Кристиан Сим[нем.] (Дания)
- 1971 — Гертруда и Вернер Генле[нем.] (США)
- 1972 — Хубертус Берренс (нидерл. Hubertus Berrens, Нидерланды), Ален де Векк[нем.] (Швейцария)
- 1973 — Жан Линдеман[англ.] (Швейцария), Ханс Г. Швик (нем. Hans G. Schwick, Германия)
- 1974 — Норберт Хильшман[нем.] (Германия)
- 1975 — Харальд цур Хаузен (Германия), Хайнц-Гюнтер Виттман[нем.] (Германия)
- 1976 — Ричард А. Финкельштейн[нем.] (США), Марк Ричмонд[англ.] (Великобритания)
- 1977 — Жан Доссе (Франция), Йон ван Руд (Нидерланды)
- 1978 — Альберт Кляйншмидт[нем.] (Германия), Хайнц Людвиг Зенгер[нем.] (Германия)
- 1979 — Рут Арнон (Израиль), Петер Старлингер[нем.] (Германия)
- 1980 — Сесар Мильштейн (Великобритания), Льюис Уильям Ваннамейкер[англ.] (США)
- 1981 — Роберт Мэрритт Ченок[англ.] (США), Ларс Оке Хансон[нем.] (Швеция)
- 1982 — Рэймонд Лео Эриксон[англ.] (США), Франц Эш[нем.] (Германия)
- 1983 — Вернер Гёбель[нем.] (Германия), Роберт Вайнберг (США)
- 1984 — Вальтер Доерфлер[нем.] (Германия), Стюарт Франклин Шлоссман[англ.] (США)
- 1985 — Стефания Яблонска[пол.] (Польша), Жерар Орт[нем.] (Франция)
- 1986 — Судзуми Тонегава (Япония)
- 1987 — Марио Риццетто[англ.] (Италия), Рудольф Ротт[нем.] (Германия), Джон Скехел[англ.] (Великобритания)
- 1988 — Дональд Меткалф (Австралия)
- 1989 — Иран Коэн[англ.] (Израиль), Алекс ван дер Эб[нем.] (Нидерланды)
- 1990 — Ллойд Джон Олд[англ.] (США)
- 1991 — Вальтер Фирс[англ.] (Бельгия), Тадацугу Танигути[англ.] (Япония)
- 1992 — Кэри Муллис (США)
- 1993 — Ханс-Георг Раммензее[англ.] (Германия), Дэниел Брэдли[англ.] (США), Майкл Хоутон[англ.] (США)
- 1994 — Фолькмар Браун[нем.] (Германия), Мануэль Элкин Патарройо[англ.] (Колумбия)
- 1995 — Сигэкадзу Нагата[англ.] (Япония), Петер Генрих Краммер[нем.] (Германия)
- 1996 — Фриц Мельхерс[нем.] (Швейцария), Клаус Раевский[нем.] (Германия)
- 1997 — Филипп Сансонетти[фр.] (Франция)
- 1998 — Юань Чжан[англ.] (США), Патрик С. Мур (США)
- 1999 — Ральф Стайнман (США)
- 2000 — Стэнли Фалкоу (США)
- 2001 — Аксель Ульрих (Германия)
- 2002 — Рудольф Йениш (США)
- 2003 — Адриано Агуцци[нем.] (Швейцария)
- 2004 — Сидзуо Акира (Япония), Брюс Бётлер (США), Жюль Офман (Франция)
- 2005 — Брайан Друкер (США)
- 2006 — Питер Палес[англ.] (США), Ёсихиро Каваока[англ.] (Япония)
- 2007 — Паскаль Коссар (Франция)
- 2008 — Ханс Роберт Шёлер[нем.] (Германия), Ирвинг Вайсман (США), Синъя Яманака (Япония)
- 2009 — Карл Нейтан (США)
- 2010 — Макс Дэйл Купер (США)
- 2011 — Хорхе Энрике Галан[исп.] (США)
- 2012 — Тасуку Хондзё (Япония)
- 2013 — Джеффри Айван Гордон (США)
- 2014 — Жан-Лоран Казанова[фр.] (Франция), Ален Фишер[фр.] (Франция)
- 2015 — Ральф Бартеншлагер[нем.] (Германия), Чарльз Моэн Райс (США)
- 2016 — Альберто Мантовани[итал.] (Италия), Майкл Нуссенцвейг[англ.] (США)
- 2017 — Рафи Ахмед[англ.] (Индия/США), Антонио Ланцавеккия[англ.] (Италия/Швейцария)
- 2018 — Джеффри Раветч (США)
- 2019 — Раппуоли, Рино
- 2020 — Shimon Sakaguchi[англ.]